# Пиргос (дем Кушница)
Пиргос (на гръцки: Πύργος) е село в Гърция, дем Кушница, област Източна Македония и Тракия.

## География
Пиргос се намира на 38 километра югозападно от град Кавала.

## История
На юг от селото има византийска кула, известна като Аполонийската кула, която е датирана към XIII - XIV век. Селото е именувано на кулата, в превод Пиргос означава кула.
Александър Синве („Les Grecs de l’Empire Ottoman. Etude Statistique et Ethnographique“), който се основава на гръцки данни, в 1878 година пише, че в Пиргос (Pirgos) живеят 120 гърци.
Селото е обявено за самостоятелно селище в 1991 година. Част е от тогавашния дем Елевтерес по закона Каподистрияс. С въвеждането на закона Каликратис, Пиргос става част от дем Кушница.
| Година    | 1913 | 1920 | 1928 | 1940 | 1951 | 1961 | 1971 | 1981 | 1991 | 2001 | 2011 | 2021 |
| --------- | ---- | ---- | ---- | ---- | ---- | ---- | ---- | ---- | ---- | ---- | ---- | ---- |
| Население |      |      |      |      |      |      |      |      | 6    | 22   | 9    | 21   |